# Peter Li Hongye
Peter Li Hongye (chiń. 李宏業; ur. 6 stycznia 1920 w Hutuo Gongxian, zm. 23 kwietnia 2011 w Luoyangu) – chiński duchowny katolicki, biskup Luoyang, więzień za wiarę.

## Biografia
Urodził się 6 stycznia 1920 w Hutuo Gongxian, ok. 50 km od Luoyang. 20 lub 22 kwietnia 1944 został księdzem i przez następne 11 lat pracował na parafii. W 1955 aresztowany przez komunistyczne władze za wierność wierze katolickiej i niepodporządkowanie się zależnej od komunistów nowej hierarchii kościelnej. Skazany na przymusowe ciężkie roboty. Karę odbywał do 1970. Do pracy duszpasterskiej władze pozwoliły mu powrócić dopiero w 1985.
W 1987 w łączności z papieżem potajemnie przyjął sakrę biskupią z rąk podziemnego biskupa Zhengding Juliusa Jia Zhiguo. Jego sakry nigdy nie uznał rząd w Pekinie. Posługę sprawował głównie w domach podziemnych katolików. Był prześladowany przez władze. Lata 2001 - 2004 spędził w areszcie domowym, skąd został zwolniony, gdy jego choroba kardiologiczna wymagała leczenia szpitalnego.
Przewodnicząc liturgii Nocy Paschalnej w 2011, podczas święcenia wody chrzcielnej doznał zawału serca i nie odzyskawszy przytomności zmarł.